# Fonte di Valchiusa

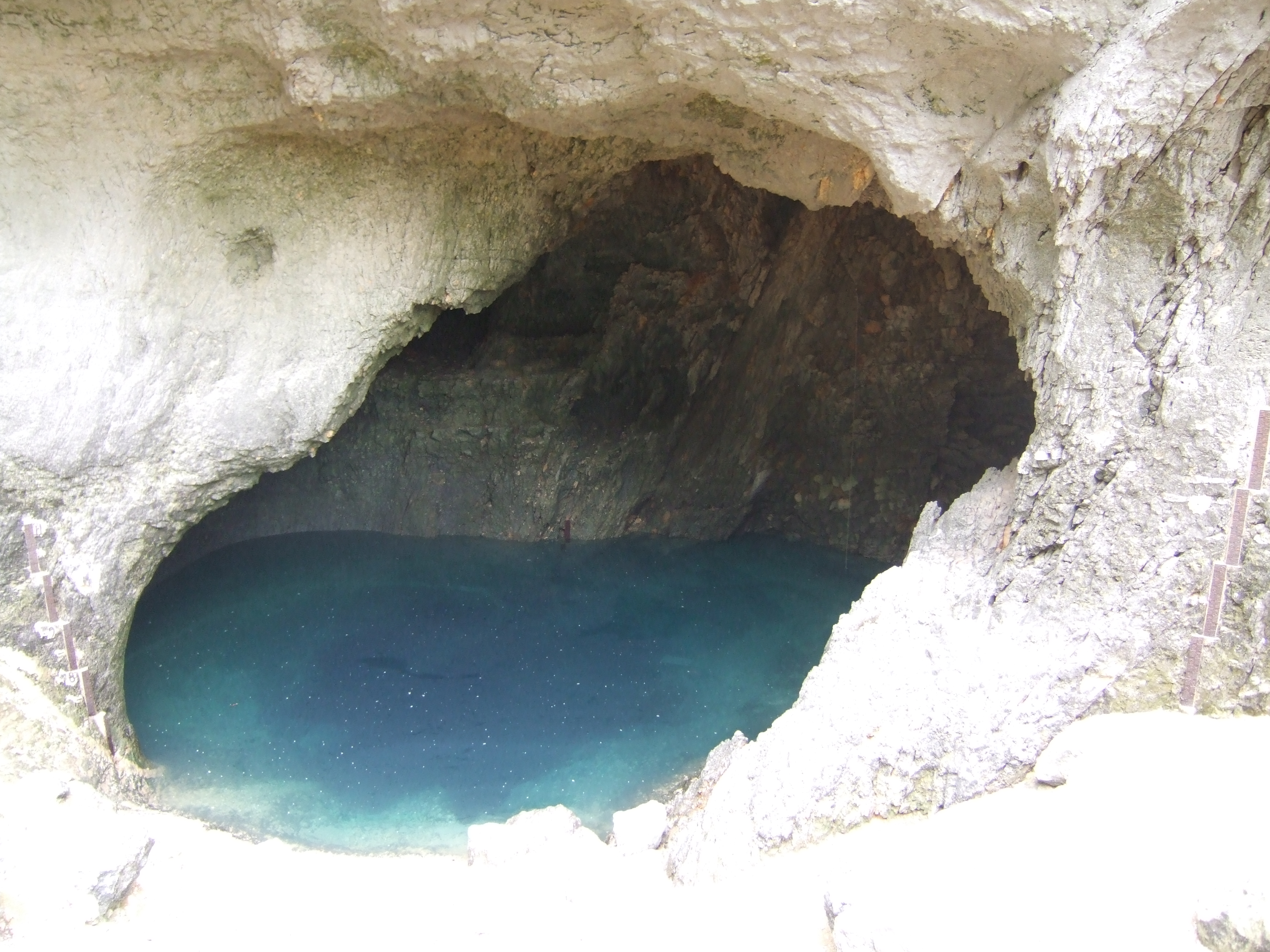
La sorgente delle acque della fonte di Vaucluse durante il periodo di magra

La Fonte di Valchiusa (in francese Fontaine de Vaucluse) si trova nel paese di Fontaine-de-Vaucluse nel dipartimento francese di Vaucluse (84) o Valchiusa, situato ad una venticinquina di km da Avignone procedendo verso Est-Sud-Est. Costituisce la sorgente del fiume Sorgue. 
La località è nota per aver ispirato al Petrarca la canzone CXXVI "Chiare, fresche et dolci acque".

## Descrizione
Il paese è un tipico borgo medioevale in cui era solito rifugiarsi il poeta italiano durante il suo soggiorno ad Avignone. Le chiare fresche e dolci acque cantate sono quelle della sorgente del fiume Sorgue che si trova ai piedi di una spettacolare parete rocciosa, a poche centinaia di metri dalla piazza centrale del villaggio, in una valletta boscosa. Solo da poco, però, se ne conosce l'origine idrogeologica.
A seconda della stagione la sorgente varia notevolmente la sua portata, diventando in estate una delle più grandi sorgenti francesi. Dalla sorgente scaturiscono 22 m³/secondo di acqua, il valore più elevato per la Francia, e può raggiungere i 90 m³ dopo lo scioglimento delle nevi.
Fino ad oggi la sorgente è stata esplorata per circa 300 m di profondità tramite robot telecomandati, ma oltre questa profondità la galleria principale si divide in due più piccole e, di conseguenza, la pressione dell'acqua diventa troppo forte per permettere l'avanzamento dei robot.
Soltanto nel 1985 è stato chiarito il mistero della sua origine: il punto più basso del sifone è infatti a −308 m di profondità. La sorgente è l'unico punto di uscita di un bacino sotterraneo carsico di 1100 km² che raccoglie le acque del Mont Ventoux, dei monti di Vaucluse e della montagna di Lura.
Dà il nome alla tipologia di sorgenti valchiusane.